# Neuracanthus decorus
Neuracanthus decorus är en akantusväxtart. Neuracanthus decorus ingår i släktet Neuracanthus och familjen akantusväxter.

## Underarter
Arten delas in i följande underarter:
- N. d. decorus
- N. d. strobilinus